# جين سلوتر
جين سلوتر (بالإنجليزية: Jane Slaughter)‏ هي ممثلة بريطانية، ولدت في 1961 في المملكة المتحدة.

## وصلات خارجية
- جين سلوتر على موقع IMDb (الإنجليزية)
- جين سلوتر على موقع قاعدة بيانات الفيلم (الإنجليزية)